# Məqsəd İsayev
Məqsəd İsayev (Baku, 7 giugno 1994) è un calciatore azero, difensore del Kəpəz.

## Carriera

### Club
Ha giocato nella prima divisione azera.

### Nazionale
Ha giocato nelle nazionali giovanili azere Under-17, Under-19, Under-21 ed Under-23.

## Palmarès

### Club

#### Competizioni nazionali
- Coppa d'Azerbaigian: 2

Neftçi Baku: 2013-2014
Keşlə: 2017-2018